# Øse Efterskole
Øse Efterskole er en kreativ efterskole belligende udenfor byen Øse, nord for Varde, Varde Kommune.
Skolen udbyder 9. og 10. klasse som efterskoleophold. Skolen rummer 100 elever på et skoleår.
På Øse Efterskole kan vælges mellem fire linjer: Kunst - Musik - Teater - Film, Animation & IT - Science, og Forfatter.
Som særpræg tilbyder skolen en »10.i« (10.innovation) for elever der ønsker et eksamnes- og fagfrit 10. klassesår med fokus på udvikling, projektarbejde, og praktisk problemløsning.